# Potamon potamios

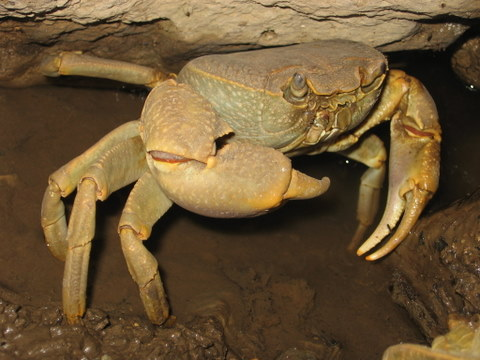
Potamon potamios in einer Erdhöhle

Potamon potamios ist eine Süßwasserkrabbe aus der Familie der Potamidae. Es wurden mehrere Unterarten beschrieben.

## Merkmale
Potamon potamios ist eine relativ große Süßwasserkrabbe, ihr Carapax erreicht je nach Unterart eine Breite von etwa 55 bis 70 mm, eine Länge von 44 bis 57 mm und eine Höhe von 26 bis 34 mm. Der Carapax ist schwach gewölbt, glatt und glänzend. Sein vorderer seitlicher Rand weist zahlreiche sehr kleine, abgerundete Zähnchen auf. Die Stirn ist stark geneigt und weist zwei glatte, glänzende, oberseits gekörnte Lappen auf. Die Crista ist bis zur flachen, S-förmigen Cervikalfurche scharf und anschließend in Körner aufgelöst. Der Hinterleib ist bei den Männchen langgestreckt dreieckig mit leicht konvexen Seiten, der Hinterleib der Weibchen ist wie bei allen Krabben breiter.
Die beiden Scheren sind relativ groß und können etwas unterschiedlich sein. Sie haben hohe Schneiden, die beim Schließen eine Lücke lassen und abwechselnd mit einem größeren und drei bis vier kleineren Knoten besetzt sind. Carpus und Merus sind auf der Außenseite durch schuppenartige Pustel rau. Die Laufbeine sind gedrungen.
Die ersten Gonopoden der Männchen weisen ein konisch verlängertes Endglied auf, das im mittleren Bereich leicht nach außen gebogen ist. Das nächste Glied ist lang und leicht gebogen. Der flexible Bereich zwischen diesen beiden Gliedern ist auffällig zweilappig. Die Gonopoden dienen als Unterscheidungsmerkmale zu den anderen Arten der Gattung.

## Verbreitung und Lebensraum
Die Art ist im östlichen Mittelmeerraum weit, jedoch stark fragmentiert verbreitet. Ihr natürlicher Lebensraum liegt in den Süßgewässern der Mittelmeerinseln Rhodos, Naxos, Karpathos, Kreta und Zypern, in der Türkei, in Syrien, Jordanien, Libanon, Israel (inklusive der palästinensischen Gebiete von Gaza und dem Westjordanland) und Ägypten (Sinai-Halbinsel). In Griechenland Türkei überschneiden sich die Verbreitungsgebiete der vier einander sehr ähnlichen Arten Potamon potamios, Potamon ibericum, Potamon fluviatile und Potamon rhodium.

## Lebensweise
Potamon potamios lebt in Seen und Flüssen. Eine Gefährdung seiner Habitate geht vom Menschen aus. Immer mehr Quellen werden in den eher trockenen Gebieten des östlichen Mittelmeerraumes zur Wassergewinnung eingefasst und abgeleitet. Potamon potamios gilt als semiterrestrisch, er kommt auch in semiariden Klimaten vor. Während die mittelgroßen Exemplare in der Nacht die Gewässer verlassen, um nach Nahrung zu suchen, sind größere auch tagesaktiv und sowohl im Wasser als auch an den Uferbänken zu beobachten.

## Systematik
Potamon potamios gehört innerhalb der Familie der Potamidae zur Unterfamilie Potaminae, deren Verbreitungsgebiet von Europa und Nordafrika bis Nordindien und Myanmar reicht. Innerhalb der Gattung Potamon wird Potamon potamios zur Nominat-Untergattung Potamon gezählt, also Potamon (Potamon) potamios.

## Unterarten
Durch die disjunkte Verbreitung in voneinander weit entfernten Gebieten und Isolation auf Inseln kam es zu einer geringen Durchmischung des Genpools dieser Art, so dass sich zahlreiche Unterarten herausbilden konnten. Es werden derzeit sieben Unterarten als gültig angesehen:
- Potamon potamios ssp. cyprion Pretzmann, 1962
- Potamon potamios ssp. karamani Pretzmann, 1962
- Potamon potamios ssp. karpathos Ghiavarini, 1934
- Potamon potamios ssp. kretaion Ghiavarini, 1934
- Potamon potamios ssp. palaestinense Bott, 1967
- Potamon potamios ssp. potamios (Olivier, 1804)
- Potamon potamios ssp. schoenmanni Pretzmann, 1986 (Insel Naxos)[6]